# لونا 4
لونا 4 (بالإنجليزية: Luna 4)‏ كانت مركبة فضائية سوفيتية أطلقت في إطار برنامج لونا في محاولة لإجراء أول هبوط سليم على سطح القمر. وبعد عملية الإطلاق الناجحة فشلت المركبة في تصحيح مسارها مما جعلها تبتعد على القمر.